# Liste der Straßennamen in Solingen
Die Liste der Straßennamen in Solingen enthält alle Straßen und Plätze der bergischen Großstadt Solingen sowie eine Erläuterung zur Herkunft des Namens, soweit bekannt, eine Zuordnung zu den jeweiligen Stadtteilen sowie das gegebenenfalls betroffene Themengebiet des offiziellen Einteilungsplanes für die Namensgebung von Straßen, Wegen und Plätzen.

## Geschichte
Viele Jahrhunderte bildeten vor allem Flurnamen die offiziellen Ortsbezeichnungen. Bei Neuansiedlungen übertrug sich über kurz oder lang oftmals der Name eines der ersten Anlieger auf die sich ausbreitende Siedlung. Ein Beispiel hierfür bildet die Hofschaft Garzenhaus, bei der sich der Name wohl von einem Mann namens Garz oder Garze ableitet, der dort sein Haus hatte. Ebenso häufig sind Flurnamen den geografischen Gegebenheiten entlehnt, zum Beispiel die ehemalige Hofschaft Aufderhöhe, die ihren Namen von ihrer Höhenlage zwischen Landwehr und Brücke hat, oder der Hof Rathland bei Gräfrath, dessen Name auf ein gerodetes Land schließen lässt. In den Städten sind einige Ortsbezeichnungen der Umgebung entlehnt, so blieben etwa die Bezeichnungen der Stadttore der Solinger Altstadt auch nach der Abtragung der Stadtmauer (zum Teil bis heute) erhalten.

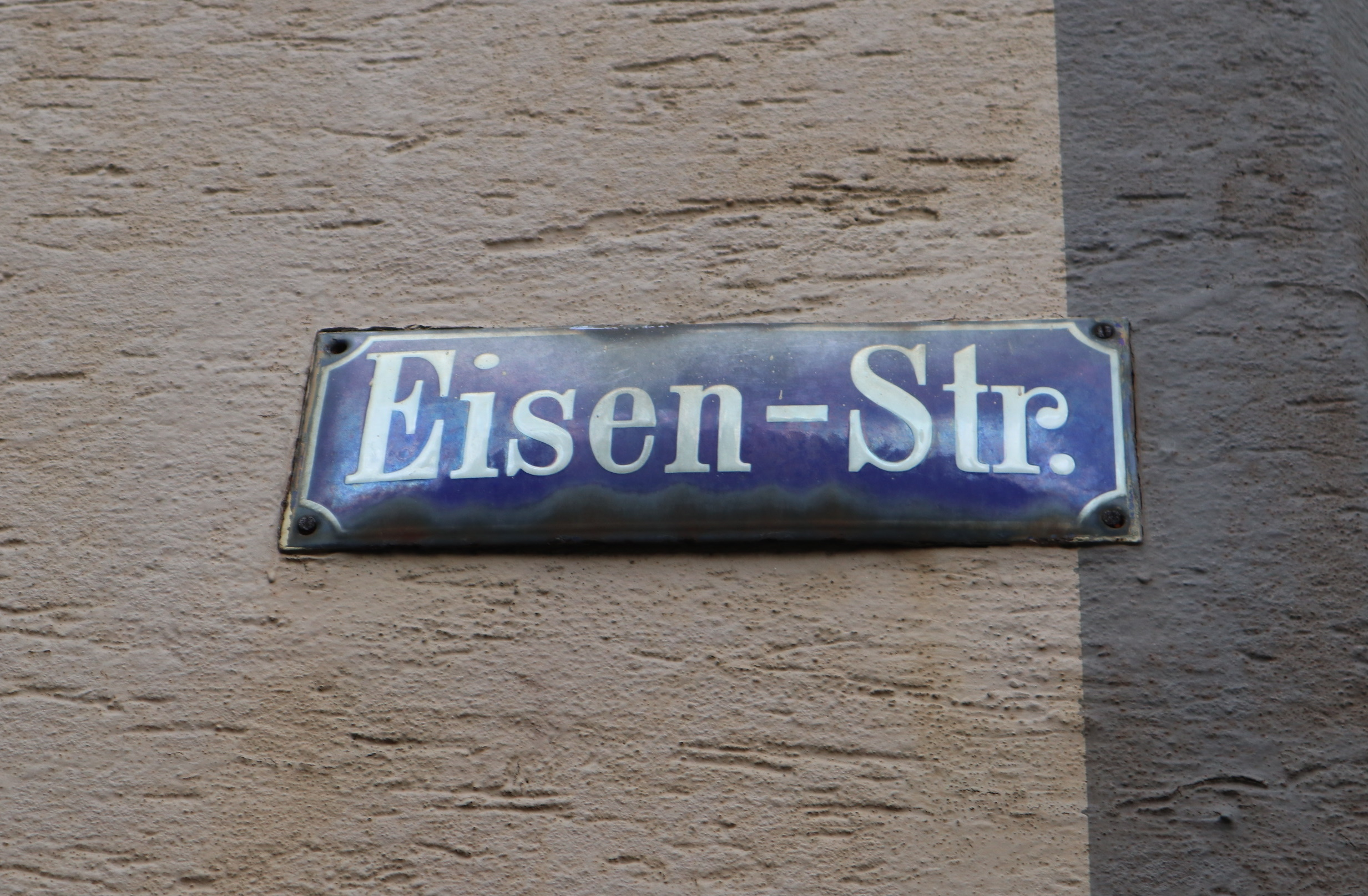
Historisches Straßenschild an einer Hauswand an der Eisenstraße
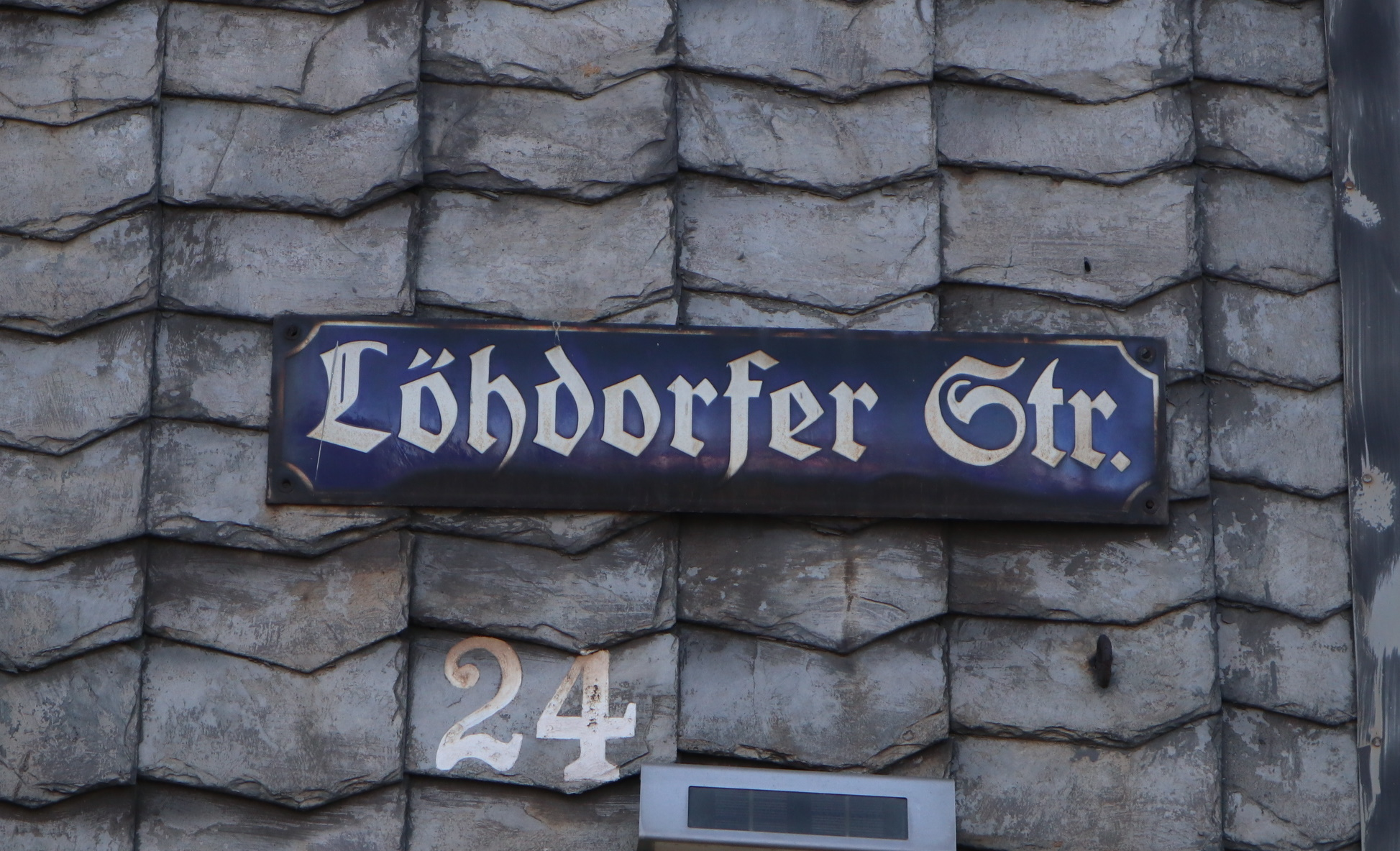
Historisches Straßenschild an einer Hauswand an der Löhdorfer Straße

Ab den 1870er Jahren erhielten die ersten Straßen im oberen Kreis Solingen einen offiziellen Straßennamen, während der Volksmund einzelnen Wegen bereits zuvor einen Namen gegeben hatte, beispielsweise die Straße Werwolf. Unter den ersten offiziellen Namen waren vor allem die Provinzialstraßen vertreten. Die Stadt Wald etwa benannte in der Mitte der 1880er Jahre erstmals die Straßen in ihrem Ortskern. Die Grundlage für die Benennungen bildeten zumeist die teils seit Jahrhunderten vorhandenen Flurnamen wie im Falle der Altenhofer Straße, die im Jahre 1887 ihren Namen nach der Hofschaft Altenhof, durch die sie führt, erhielt. Hofschaftsnamen blieben meist unverändert erhalten und bildeten alsbald die offizielle Bezeichnung der Gebäude. Personennamen waren zu Beginn noch selten, so sie vorkamen, erfolgten sie beinahe ausschließlich mit dem Nachnamen der Person. Einfache Namen wie Gartenstraße oder Kirchstraße waren in der Anfangszeit weitaus häufiger. Mit dem Aufkommen städtischer Strukturen kamen auch erste Straßenschilder auf, die zunächst als Emailleschilder direkt an Hauswänden angebracht wurden. Die in Solingen verwendeten Straßenschilder zierte von Beginn an eine weiße Schrift auf blauem Grund.
In der Gründerzeit bis zum Ersten Weltkrieg entstanden besonders außerhalb der alten Stadtzentren neue Siedlungsgebiete. Die neuen Straßen erhielten bereits damals thematisch zueinander passende Bezeichnungen, beispielsweise die Siedlung südlich der Friedrichstraße in der Innenstadt, in denen Saar-, Main-, Neckar- und Moselstraße die Namen deutscher Flüsse tragen. Beliebt waren auch Symbole Preußens oder des Kaiserreichs, darunter die nach preußischen Generälen benannte Roonstraße oder die Seydlitzstraße.
Im Jahre 1929 wurden die fünf Städte des oberen Kreises Solingen, namentlich Gräfrath, Wald, Ohligs, Höhscheid und Solingen zur neuen Großstadt Solingen zusammengeschlossen. So kam es, dass einige Straßennamen doppelt oder gar dreifach im Stadtgebiet vorhanden waren. In den Folgejahren erfolgten darum einzelne Umbenennungen, bevor die Politik sich zwecks Strukturierung auf einen offiziellen Einteilungsplan für die Namensgebung von Straßen, Wegen und Plätzen einigte, der das Stadtgebiet in diverse Gebiete mit unterschiedlichen Themen wie etwa Botanik Bäume oder Ostdeutsche Städtenamen einteilte. bevor am 26. April 1935 mit einem Mal rund 200 Straßen einen neuen Namen erhielten. Einige Benennungen erfolgten vor dem Hintergrund des Nationalsozialismus, wie zum Beispiel die Umbenennung eines Teils der Kölner Straße zur Straße der SA im Jahre 1937. Bei der Umbenennungswelle im Jahre 1935 wurden zwei militaristische Schwerpunkte gesetzt: Ohligs erhielt Straßennamen der Kaiserlichen Marine, Wald erhielt Namen von Jagdfliegern des Ersten Weltkrieges. Rasch nach Ende des Krieges wurden im Zuge der Entnazifizierung wenigstens die Straßen umbenannt, die einen unmittelbaren Bezug zu Nazi-Deutschland hatten. Einige Straßen behielten jedoch ihren Namen und tragen ihn teils heute noch, wie im Falle des Lüderitzweges, der zu Ehren des deutsch-südwestafrikanischen Großgrundbesitzers Adolf Lüderitz so benannt wurde und dessen Name heute aufgrund der Haltung zum Kolonialismus kritisch gesehen wird. Eine Umbenennung erfolgte im Jahre 2010 bereits im Falle des Hindenburgplatzes, der den Namen Paul von Hindenburgs trug, der 1933 Hitler zum Reichskanzler ernannte.
Mit den Neubausiedlungen der 1950er und 1960er Jahre mussten auch neue Straßennamen her. Als im Jahre 1975 die Stadt Burg nach Solingen eingemeindet wurde, erfolgten erneut einige Umbenennungen, hauptsächlich jedoch in Burg selbst. Der Einteilungsplan wurde erweitert und teilweise erneuert, Burg selbst wurde jedoch nicht in den Plan mit aufgenommen. Im Jahre 1976 wurde das Neuordnungsprogramm für die Hofschaften durch die Stadt Solingen vollzogen. Im Zuge dessen wurden viele Hofschaften postalisch verkleinert, da einige Straßen einen eigenen Namen erhielten oder bereits bestehenden, anderen Straßen zugeordnet wurden. Gründe hierfür waren vor allem die zum Teil undurchsichtigen Nummerierungen innerhalb der Hofschaften und daraus resultierende Sicherheitsbedenken. Im Falle der Hofschaften Unten- und Obenrüden wurden die vollzogenen Änderungen 1978/1979 nach umfassenden Protesten in der Bevölkerung jedoch wieder zurückgenommen.

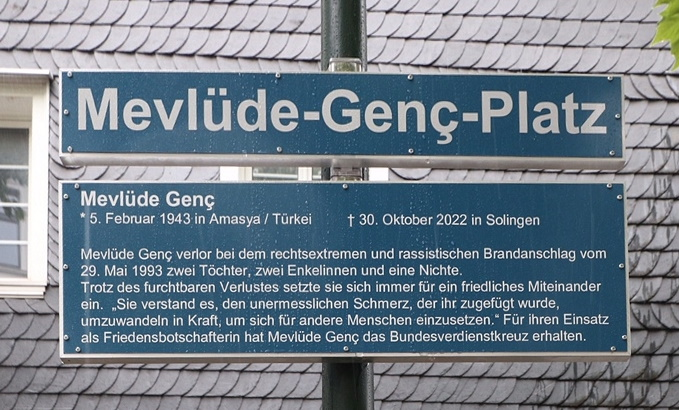
Straßenschild Mevlüde-Genç-Platz
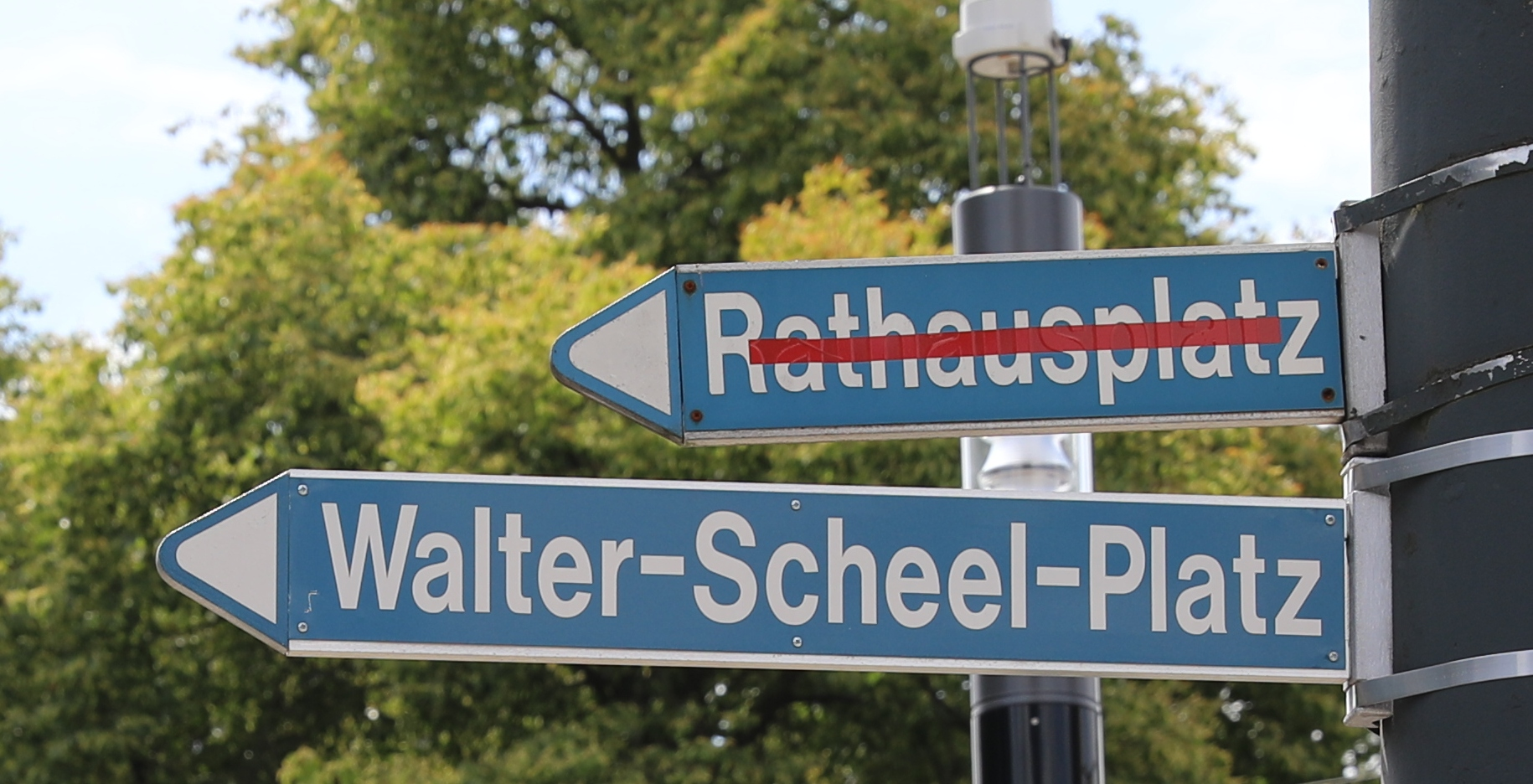
Umbenennung des Rathausplatzes 2018

Nach dem Mordanschlag von Solingen im Jahre 1993 war schnell klar, dass die Politik an das Ereignis auch mit einem Straßennamen erinnern wollte. Doch erst im Jahre 2012 erfolgte die Umsetzung und der Platz vor dem Mehrgenerationenhaus in der Nordstadt erhielt den Namen Mercimek-Platz. Nach dem Tod von Mevlüde Genç erhielt der Platz Ende Mai 2023 den neuen Namen Mevlüde-Genç-Platz. Da die Liste von Personen, die in Solingen mit einem Straßennamen geehrt werden sollen, lang ist, kommen in jüngsten Neubauprojekten ungeachtet des Benennungsplans immer öfter Persönlichkeiten zum Zug, deren Ehrung lange auf sich warten ließ, so geschehen im Falle der Tilde-Klose-Straße in Ohligs oder der Pina-Bausch-Straße in Wald.
Der nach dem Neubau des Rathauses geschaffene Platz zwischen Konrad-Adenauer-Straße und Rathaus erhielt im Jahr 2008 zunächst den Namen Rathausplatz. Nach dem Tod des ehemaligen Bundespräsidenten und Solinger Ehrenbürgers Walter Scheel beschloss eine Mehrheit im Stadtrat, den zentralen Platz vor dem Rathaus in Walter-Scheel-Platz umzubenennen. Diese Änderung wurde im Sommer 2018 vollzogen.

## Teillisten
Aufgrund der großen Zahl an Straßen und Plätzen ist die Liste in drei alphabetisch sortierte Teillisten unterteilt: